# Mamma (canción)
"Mamá" es una canción popular compuesta por Cesare Andrea Bixio, con letra en italiano por Bixio Cherubini, en 1940, con el título de "Mamá son tanto felice" (Mamá, soy tan feliz).
Entre los intérpretes de esta canción se incluyen: Beniamino Gigli, Richard Tucker, Claudio Villa, Violetta Villas, musulmán Magomayev, Luciano Pavarotti, Toto Cutugno, Andrea Bocelli, Romina Arena, y Mario Frangoulis; entre otros artistas.
En el año 1946, la letra en inglés fueron escritas por los compositores Harold Barlow y Phil Brito, quienes publicaron la canción logrando popularizar la canción bajo el nombre de "Mama", y siendo un hit y manteniéndose en las carteleras de popularidad durante mayo del mismo año.
El cantante británico David Whitfield también logró obtener un éxito versionando la canción, el cual logró alcanzar el número 12 en el UK Singles Charts durante 1955. La letra escrita por los británicos discreparon de las escritas por los americanos. La canción tuvo un arreglo y fue reescrita por los compositores ingleses Geoffrey Parsons y John Turner.
La canción también fue grabada por la cantante estadounidense Connie Francis en 1959 para su álbum Connie Francis Sings Italian Favorites, con un sencillo liberado en febrero de 1960. Arreglado y conducido por el británico Tony Osborne, la versión de la canción de Connie Francis llegó a ser el éxito número dos en el Reino Unido, y alcanzó el número ocho en la cartelera de Billboard Hot 100.
En 1967, la canción fue versionada en alemán (así como también fue versionada en holandés y en inglés) y fue grabada por cantante infantil holandés Heintje Simons para su álbum Heintje (letra escrita por Bruno Balz).  Heintje también actuó en la película de comedia Mama en Zum Teufel mit der Penne (1968).